# Timothée Chalamet
Timothée Hal Chalamet (pronunciación en inglés: /ˈtɪməθi ˈʃæləmeɪ/; pronunciación en francés: /timɔte ʃalamɛ/; Hell's Kitchen, Manhattan, Nueva York, 27 de diciembre de 1995) es un actor estadounidense-francés. Ha sido nominado para dos Premios Óscar, tres BAFTAs, cuatro Globos de Oro, cinco SAG y seis Premios de la Crítica Cinematográfica.
Chalamet comenzó su carrera cuando era adolescente en televisión, apareciendo en la serie dramática Homeland en 2012. Dos años más tarde, hizo su debut cinematográfico en la comedia dramática Men, Women & Children y apareció en la película de ciencia ficción Interstellar. Chalamet saltó a la fama internacional con el papel principal de un adolescente enamorado en la película de Luca Guadagnino Call Me by Your Name (2017), lo que le valió una nominación al Premio de la Academia al Mejor Actor.
Además de papeles secundarios en las películas de Greta Gerwig Lady Bird (2017) y Mujercitas (2019), Chalamet asumió papeles protagónicos como el drogadicto Nic Sheff en la película biográfica Beautiful Boy (2018) y un joven caníbal en la película de terror romántico de Guadagnino Bones and All (2022), que también produjo. Luego, Chalamet comenzó a protagonizar películas de gran presupuesto, interpretando a Paul Atreides en la película de ciencia ficción de Denis Villeneuve Dune (2021) y su secuela Dune: Part Two (2024), y a Willy Wonka en la película de fantasía musical de Paul King Wonka (2023).
En el escenario, Chalamet protagonizó la obra autobiográfica de John Patrick Shanley Prodigal Son en 2016, por la que ganó un premio Lucille Lortel y obtuvo una nominación a un premio Drama League. Fuera de la pantalla, ha sido etiquetado como un símbolo sexual y un ícono de la moda.

## Biografía

### Edad temprana y educación
Timothée Hal Chalamet nació el 27 de diciembre de 1995 en la ciudad de Nueva York y creció en el edificio de artistas subvencionado por el gobierno federal, el Manhattan Plaza, en el barrio de Hell's Kitchen. Su madre, Nicole Flender, es una neoyorquina de tercera generación de ascendencia mitad judía rusa y mitad judía austríaca. Es agente de bienes raíces en The Corcoran Group, y exbailarina de Broadway; Flender obtuvo su licenciatura en francés en la Universidad de Yale y ha sido profesora de idiomas y danza. Su padre francés, Marc Chalamet, es editor de UNICEF y ex-corresponsal en Nueva York de Le Parisien. Marc es de Nîmes y tiene antecedentes cristianos protestantes. Tiene una hermana mayor, Pauline Chalamet, que es actriz. La abuela paterna de Timothée, que se había mudado a Francia, era originalmente canadiense. Por parte de su madre, es sobrino de los cineastas y productores marido y mujer Rodman Flender y Amy Lippman. Su abuelo materno fue el guionista Harold Flender; y su abuela materna, Enid Flender (de soltera, Rodman), es una exbailarina de Broadway.
Chalamet es bilingüe en inglés y francés. Mientras crecía, Chalamet pasaba los veranos en Le Chambon-sur-Lignon, un pequeño pueblo francés a dos horas de Lyon, en la casa de sus abuelos paternos. Afirmó que su tiempo en Francia condujo a problemas de identidad intercultural. «Me convertí en la versión francesa de mí mismo; estaba completamente impregnado de cultura e incluso soñé en francés», recuerda. El sueño de la infancia de Chalamet era jugar fútbol. «Fui entrenador en un campo de fútbol en Francia. Yo entrenaba a niños de seis a diez años cuando tenía alrededor de trece años».
Chalamet asistió a la escuela primaria PS 87 William T. Sherman y luego al programa selectivo Delta en la escuela secundaria MS 54 Booker T. Washington, que describió como miserable debido a la falta de una salida creativa dentro del entorno académicamente riguroso de la escuela. Su aceptación en la Fiorello H. LaGuardia High School of Music & Art and Performing Arts fue un punto de inflexión en su aprecio por la actuación. Él dijo: «Una vez que llegué a la escuela secundaria, fui a una escuela de artes escénicas llamada LaGuardia, tuve algunos maestros excelentes y realmente me enamoré de ella. Vi que podía tratarse como un arte». Harry Shifman, su profesor de teatro de segundo año en LaGuardia, quedó tan impresionado con su audición que insistió en la aceptación de Chalamet en la escuela a pesar de que había sido rechazado en la entrevista (debido a su historial en la escuela secundaria), diciendo «Le di el puntaje más alto que le he dado a un niño en una audición». Durante la escuela secundaria, Chalamet salió con la hija de Madonna, Lourdes ("Lola") Leon, una compañera de estudios, durante un año. Protagonizó musicales escolares como maestro de ceremonias en Cabaret y Oscar Lindquist en Sweet Charity y se graduó en 2013. También es un exalumno de YoungArts.
Después de la escuela secundaria, Chalamet, que entonces tenía 17 años, asistió a la Universidad de Columbia durante un año, se especializó en antropología cultural y fue residente de Hartley Hall. Más tarde se transfirió a la Escuela de Estudios Individualizados Gallatin de la Universidad de Nueva York para seguir su carrera como actor con más libertad, ya que le resultó difícil asimilarse a Columbia directamente después de filmar Interstellar. Al dejar Columbia, Chalamet se mudó a Concourse, Bronx.

### Vida personal
Chalamet divide su tiempo entre Nueva York y California. A pesar de la importante atención de los medios y el interés público, rara vez habla de los aspectos románticos de su vida personal.
Es un ávido fanático de los deportes y soñaba con ser un jugador de fútbol profesional en su juventud. Es partidario de toda la vida de los New York Knicks y del equipo de fútbol francés AS Saint-Étienne. Chalamet también es fanático de la música hip-hop, y considera que el rapero Kid Cudi es la mayor inspiración de su carrera, así como también Leonardo DiCaprio y Joaquin Phoenix.

## Trayectoria

### 2008-2016: Primeros papeles y experiencia actoral
De niño, Chalamet apareció en varios comerciales y actuó en dos cortometrajes de terror. Antes de debutar en la televisión apareció en un episodio de la serie de casos policiales Law & Order (2009), en donde interpretó a una víctima de un asesinato. Luego siguió con un papel menor en la película hecha para la televisión titulada Loving Leah (2009). En 2011, hizo su debut en la puesta en escena Off-Broadway The Talls, una comedia sobre la llegada a la adolescencia ambientada en la década de 1970, en la que interpretaba a «Nicholas», un niño de 12 años sexualmente curioso. El principal crítico de teatro del New York Daily News escribió: «Chalamet captura de manera divertida las curiosidades del despertar de un preadolescente sobre el sexo». En 2012, tuvo papeles recurrentes en la serie dramática Royal Pains y en la aclamada serie de espías y suspense Homeland, en la que interpretó a «Finn Walden», el hijo rebelde del Vicepresidente. Junto con el resto del elenco, Chalamet fue nominado a los Premios del Sindicato de Actores al mejor reparto de televisión.

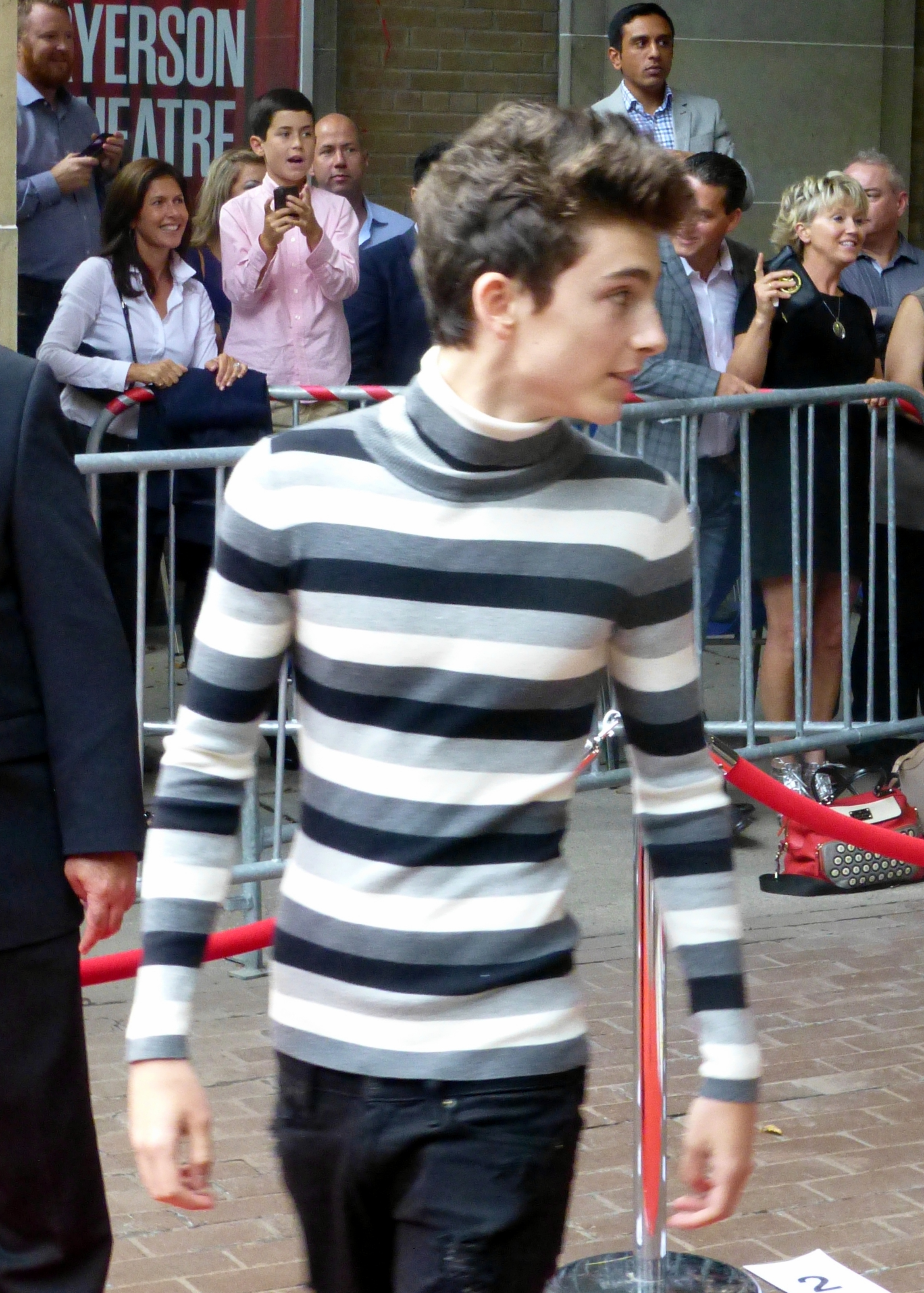
Chalamet en el Festival Internacional de Cine de Toronto en 2014

En 2014, debutó en el cine con un papel menor en la película Men, Women & Children, del director Jason Reitman. Más tarde, en ese mismo año, interpretó a «Tom Cooper», en la película del productor Christopher Nolan titulada Interstellar. La película recibió varias críticas positivas, y críticas delirando sobre el rendimiento del elenco, y recaudó más de $675 millones en todo el mundo. También en 2014, Chalamet interpretó a «Sam» versión adolescente del personal principal interpretado por Noah Barrow en la película Worst Friends, una comedia que se estrenó en salas de cines y recibió críticas positivas. En 2015, Chalamet coprotagonizó el thriller de fantasía One & Two de Andrew Droz Palermo, en donde interpretó el papel de «Zac», un joven que junto con su hermana, comienzan a explorar habilidades inusuales y a descubrir oscuros secretos familiares cuando su madre se enferma. La película se estrenó en el Festival Internacional de Cine de Berlín, en donde recibió principalmente críticas mixtas, antes de su estreno en cines limitado. Su siguiente papel fue interpretar la versión adolescente del personaje de James Franco, Stephen Elliott, en The Adderall Diaries de Pamela Romanowsky. Ya para finales de 2015, Chalamet interpretó a «Charlie Cooper», el hosco nieto de los personajes de Diane Keaton y John Goodman en la comedia de Navidad Love the Coopers, la cual recibió críticas negativas.
Chalamet notó un período de tiempo después de Interstellar—un papel que imaginó habría servido como una ruptura de carrera— en el que sus audiciones fracasaron rotundamente, incluidas obras como The Neon Demon, La teoría del todo, Miss Peregrine's Home for Peculiar Children y White Boy Rick.
En febrero de 2016, interpretó a «Jim Quinn» en la obra autobiográfica Prodigal Son en el Manhattan Theatre Club. Más tarde fue seleccionado por el dramaturgo y director John Patrick Shanley y el productor Scott Rudin para interpretar a «Shanley», un niño proveniente del Bronx que se encuentra inadaptado en una prestigiosa escuela de preparatoria de New Hampshire ambientada en 1963. Recibió excelentes críticas por su actuación y fue nominado en los premios Drama League por su actuación distinguida y ganó el premio Lucille Lortel al mejor actor principal en una obra de teatro. Chalamet también coprotagonizó junto a Lily Rabe la película independiente Miss Stevens (2016) de Julia Hart como el estudiante problemático Billy Mitman. Stephen Farber de The Hollywood Reporter describió la actuación de Chalamet como «convincente» y «sorprendente», con el discurso de su personaje de Muerte de un viajante como uno de los mejores que jamás haya visto. Stephen Holden de New York Times lo comparó con James Dean.

### 2017-2020: Reconocimiento de la crítica

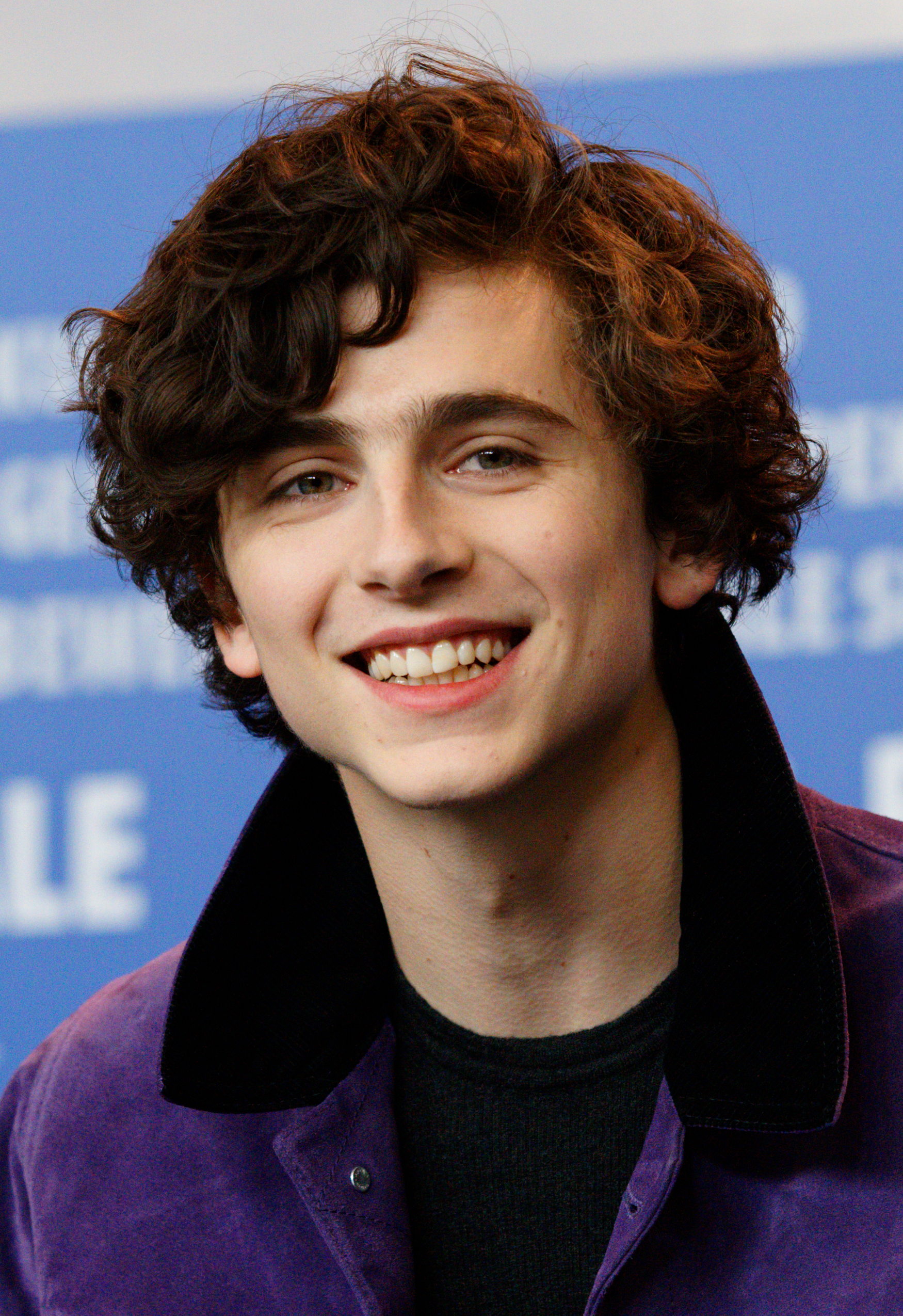
Chalamet en el Festival de Cine de Berlín de 2017 por Call Me by Your Name.

Después de estar vinculado al proyecto durante tres años, Chalamet protagonizó Call Me by Your Name, de Luca Guadagnino, basada en la novela del mismo nombre de André Aciman. La historia gira en torno a un joven llamado Elio que vive en Italia durante la década de 1980 y se enamora de Oliver (Armie Hammer), un estudiante universitario que se aloja en la casa familiar. Como preparación para el papel, Chalamet aprendió a hablar italiano, así como a tocar el piano y la guitarra. Call Me by Your Name se estrenó en el Festival de Cine de Sundance de 2017 con gran éxito de crítica; los críticos destacaron particularmente la actuación de Chalamet. Olly Richards, de Empire, escribió: «En una película en la que cada actuación es excelente, Chalamet hace que el resto parezca que solamente está actuando. Solo él haría que valga la pena ver la película». Según Jon Frosch, de The Hollywood Reporter, «ninguna otra actuación se ha sentido tan emocional, física e intelectualmente viva» e incluyó a Chalamet en la lista de la revista de las mejores actuaciones del año. Time también calificó la actuación de Chalamet como una de las mejores del año, mientras queThe New York Times presentó la actuación de Chalamet en su lista de los diez mejores actores del año. Por su trabajo en la película, Chalamet ganó un Premio Gotham al mejor actor revelación, y el premio Independent Spirit al mejor protagonista masculino, y recibió nominaciones para el Premio Globo de Oro, el SAG, al Premio BAFTA, Premios de la Crítica Cinematográfica, y al Premio Óscar, todos al Mejor Actor. Es la tercera persona más joven en la historia en ser nominado a un Premio Óscar al Mejor Actor, así como el más joven desde Mickey Rooney—de 19 años en ese momento—en Babes in Arms en 1939. En aquellas fechas, Woody Allen estaba inmerso en acusaciones de pederastia, y Chalamet declaró públicamente que se arrepentía de haber trabajado con él. Según el propio Allen, lo hizo dejándose aconsejar por su agente para tener más posibilidades de llevarse la estatuilla, aunque no hay fuentes independientes que lo corroboren.

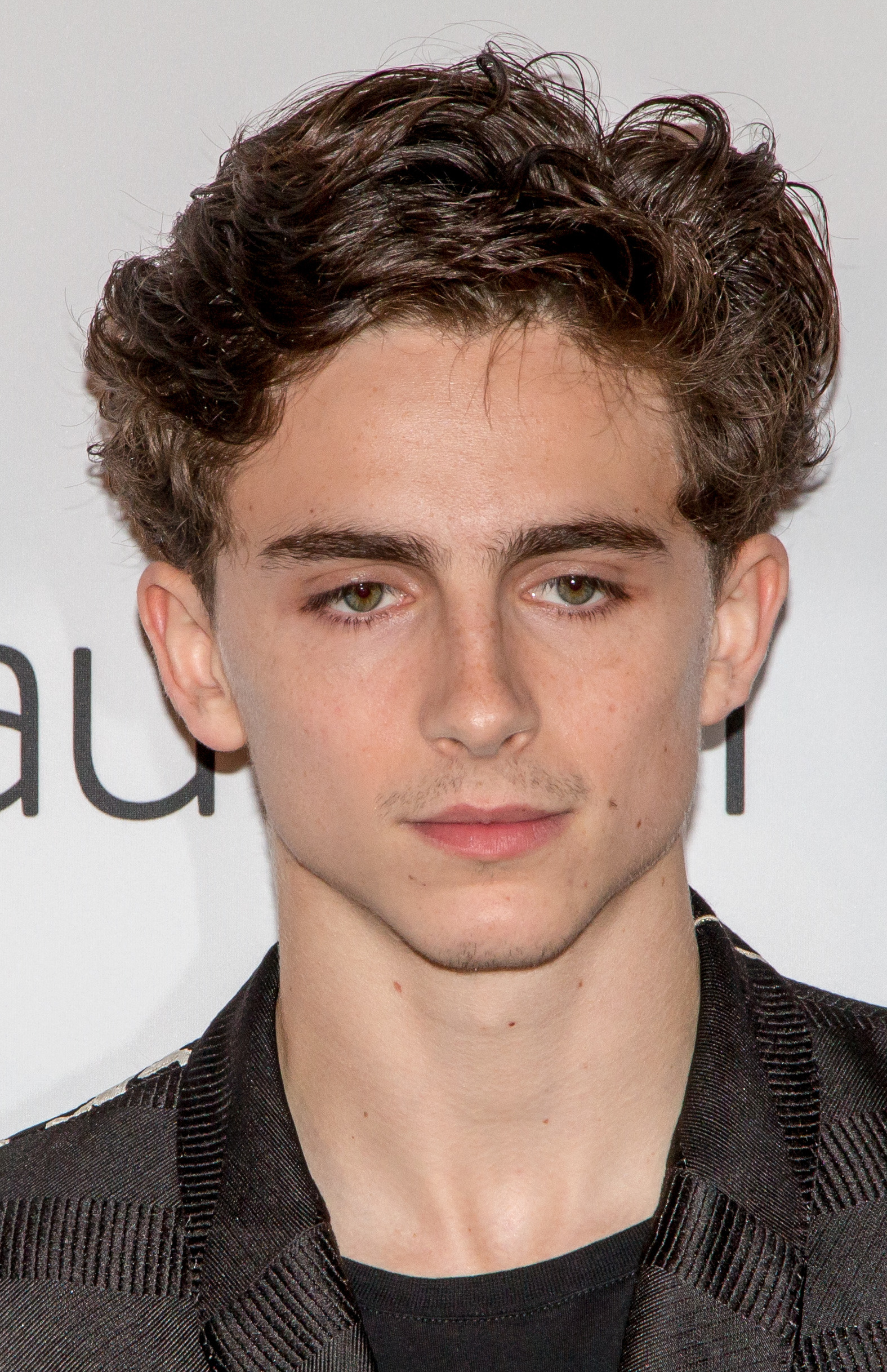
Chalamet en el Festival Internacional de Cine de Toronto 2018.

En su segunda película de 2017, Chalamet interpretó a Daniel, un adolescente desgarbado que se ve envuelto en el negocio del tráfico de drogas en el transcurso de un verano, en el debut como director de Elijah Bynum, Hot Summer Nights. Recibió un estreno limitado en julio de 2018 y generó críticas mixtas de los críticos, aunque la actuación de Chalamet recibió elogios de K. Austin Collins de Vanity Fair, quien calificó la «sensibilidad» de su actuación como «algo especial». Más tarde ese año, interpretó a Kyle Scheible, un rico hipster en una banda y un interés amoroso del personaje de Saoirse Ronan en Lady Bird, el debut como directora en solitario de Greta Gerwig. Los críticos elogiaron el elenco del conjunto, y Ty Burr de The Boston Globe tomó nota en particular de la actuación «divertida» de Chalamet. En diciembre se estrenó la última película de Chalamet de 2017, el western Hostiles de Scott Cooper, en la que interpretó al soldado Philippe DeJardin, junto a Christian Bale y Rosamund Pike.
En 2018, Chalamet se unió a la Academia de Artes y Ciencias Cinematográficas. Más tarde ese año, Chalamet interpretó a Nic Sheff, un adolescente adicto a la metanfetamina que comparte una relación tensa con su padre, el periodista David Sheff (interpretado por Steve Carell), en el drama Beautiful Boy: Siempre serás mi hijo. La película está dirigida por Felix Van Groeningen y se basa en un par de memorias—las memorias del anciano Sheff del mismo nombre y Tweak: Growing Up on Methamphetamines de Nic Sheff. Owen Gleiberman de Variety hizo comparaciones con la actuación de Chalamet en Call Me by Your Name, afirmando que «Nic, [a quien retrata] en su manera sorda de James Dean millennial, [como] nervioso y egoísta» es una transformación de la «maravillosa franqueza» que mostró en el papel de Elio Perlman. Recibió nominaciones a Mejor Actor de Reparto en las ceremonias de los premios Globo de Oro, Screen Actors Guild y BAFTA.

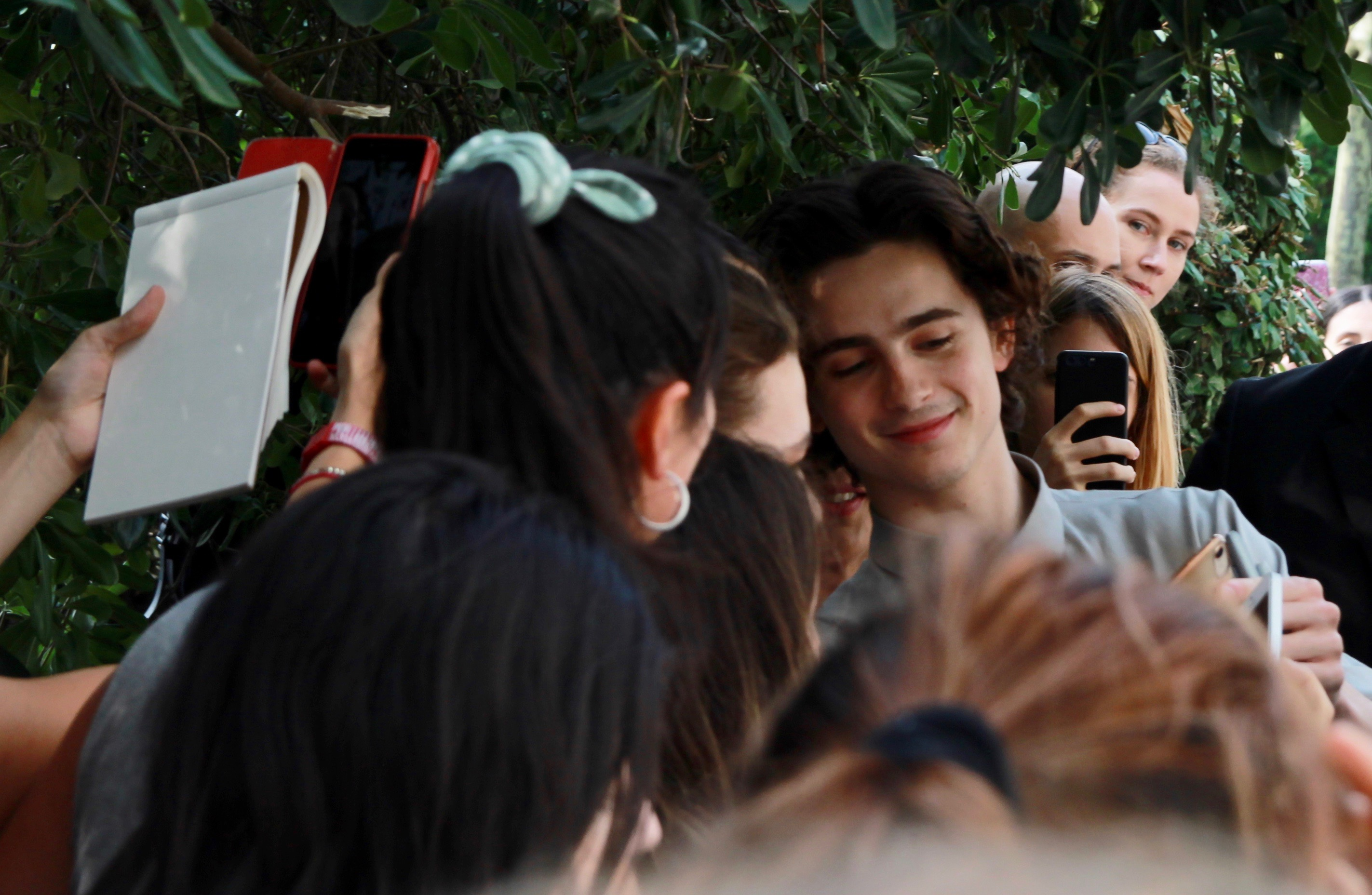
Chalamet en el Festival Internacional de Cine de Venecia de 2019.

Al año siguiente, Chalamet protagonizó la comedia romántica A Rainy Day in New York de Woody Allen. Debido a una acusación de abuso sexual contra Allen, Chalamet donó su salario a las organizaciones benéficas Time's Up, LGBT Center of New York y RAINN. No promocionó la película, aunque irónicamente se convirtió en la película número uno del mundo (fuera de los Estados Unidos, donde no se distribuyó). A continuación, interpretó a Enrique V de Inglaterra, un joven príncipe que sin saberlo asciende al trono inglés, en el drama de época de Netflix de David Michôd; El rey, basado en varias obras de Henriad de Shakespeare. Richard Lawson de Vanity Fair escribió: «Chalamet hace un trabajo sólido, enderezando su postura larguirucha a medida que avanza, asumiendo el papel como un hombre ascendente». En su tercer estreno cinematográfico de 2019, Chalamet interpretó a Theodore "Laurie" Laurence, un adolescente enamorado, en Mujercitas, una adaptación de la novela del mismo nombre de Louisa May Alcott. Marcando su segunda colaboración con Gerwig y Ronan, la película fue aclamada por la crítica, dos de los cuales—Peter Travers de Rolling Stone y Ann Hornaday de The Washington Post—también elogiaron la actuación de Chalamet; Travers señaló que el actor interpreta el papel con «encanto innato y vulnerabilidad conmovedora», mientras que Hornaday destacó su actuación «lánguidamente elegante» y su «fisicalidad juguetona». Chalamet presentó el episodio del 12 de diciembre de 2020 de la serie de sketches de comedia Saturday Night Live, con el invitado musical Bruce Springsteen y la E Street Band.

### 2021-presente: Actor establecido

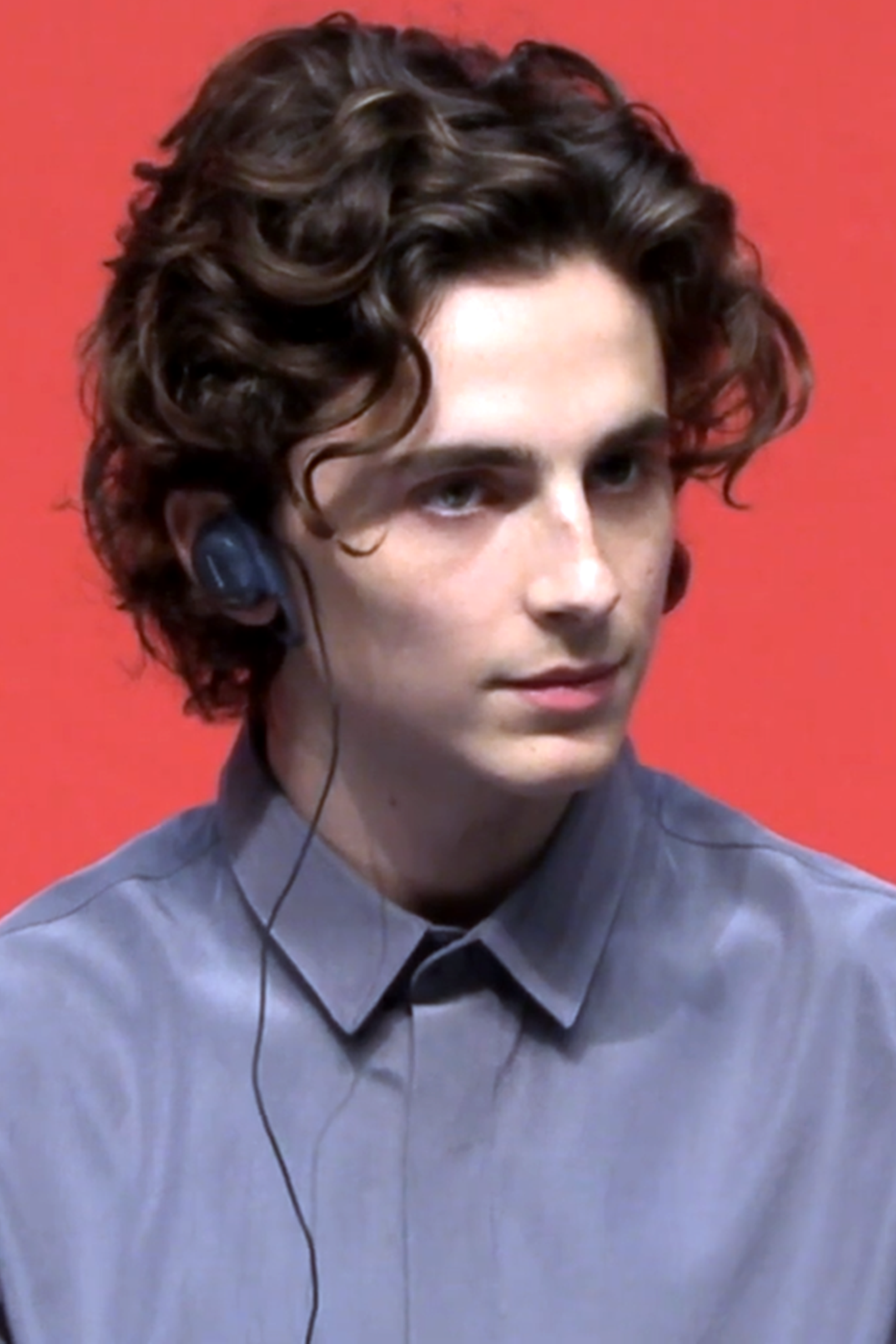
Chalamet promocionando El rey en el Festival Internacional de Cine de Busan de 2019.

En 2021, Chalamet interpretó a un estudiante revolucionario en la comedia dramática de conjunto de Wes Anderson, The French Dispatch. La película tuvo su estreno mundial en el Festival de Cine de Cannes de 2021, donde generó críticas positivas. Anderson escribió el papel pensando en Chalamet. Brianna Zigler de Paste Magazine escribió que «Chalamet [...] no podría haber estado más perfectamente sintonizado con la longitud de onda altamente específica de Anderson». También interpretó al personaje principal Paul Atreides en la adaptación cinematográfica dirigida por Denis Villeneuve de la novela de ciencia ficción de Frank Herbert; Dune, que se estrenó en el 78.º Festival Internacional de Cine de Venecia. Villeneuve declaró que Chalamet era su primera y única opción para interpretar el papel de Paul Atreides y dijo: «Necesitaba eso para que la audiencia creyera que este joven podrá liderar un planeta entero». Dune recibió críticas positivas de The Hollywood Reporter por parte de David Rooney que elogia su «pensamiento magnético [que] le da un poco de corazón al elemento de la mayoría de edad» y Lewis Knight del Daily Mirror escribe que «Timothée Chalamet completa su ascenso al estatus de protagonista de Hollywood». En su último papel del año, Chalamet aparece como Yule, un skater punk, en la película de comedia original de Netflix; Don't Look Up de Adam McKay. Don't Look Up recibió un estreno limitado el 10 de diciembre de 2021, antes de su transmisión en Netflix el 24 de diciembre de 2021. Recibió críticas mixtas de los críticos, quienes elogiaron al elenco pero encontraron el enfoque de McKay sobre el tema con mano dura. Justin Chang de Los Angeles Times escribió sobre la actuación de Chalamet: «Tampoco me hubiera importado más ver a Timothée Chalamet como el patinador cristiano dulcemente sincero que se abre camino en la vida de Dibiasky. Él llega tarde pero estás agradecido de todos modos; hace que el final sea mucho más una misericordia». Por su actuación como Yule, Chalamet recibió una nominación para el Premios del Sindicato de Actores por Mejor Actuación de un reparto en una Película.
En 2022, Chalamet se reunió con Luca Guadagnino en la película de romance y terror Bones and All, en la que actuó junto a Taylor Russell como vagabundos caníbales. La película se estrenó en el 79.º Festival Internacional de Cine de Venecia. El proyecto marcó su primera vez como productor. Guadagnino actuó como su mentor durante el proceso. Bones and All se estrenó en el Festival Internacional de Cine de Venecia de 2022. Leila Latif de IndieWire alabó la química entre Chalamet y Russell y noto su "habilidad sin igual par sollozar apaciblemente", además Jon Frosch de The Hollywood Reporter añadió que "Chalamet nos recuerda porqué es el mejor actor de su generación". Ese mismo año prestó su voz para el especial de animación para adultos de Netflix Entergalactic.
En 2023, Chalamet presentó Saturday Night Live por segunda vez. Poco después interpretó a  Willy Wonka en la película musical Wonka, dirigida por Paul King, por la cual recibió $9 millones. Chalamet era la única elección de King para el papel, declarando que eligió al actor sin dar una audición después de ver sus actuaciones de instituto en YouTube que demostraban sus habilidades de canto y baile. Chalamet cantó siete canciones para la banda sonora de la película. Derek Smith de Slant Magazine elogió a Chalamet por "imbuir a Wonka [con] una calidez y ternura que esta en perfecta unión con el vibrante y extraño mundo que King crea aqui". Su actución le  consiguió otra nominación al Globo de oro a Mejor Actor. Wonka recaudó alrededor de $632 millones en todo el mundo para situarse como la película más taquillera con Chalamet como protagonista. Al año siguiente, volvió a interpretar a Paul Atreides en la secuela de Dune, titulada Dune: Part Two. Variety informó que el éxito en taquilla de Wonka y Dune: Part Two estableció a Chalamet como una gran estrella.

#### Próximos proyectos
Chalamet interpretará al cantante Bob Dylan en una película biográfica llamada A Complete Unknown, dirigida por James Mangold. El rodaje comenzó en marzo de 2024, cuatro años después de que empezase a prepararse para el papel. Este proyecto marca la segunda vez de Chalamet como productor.

## Imagen pública y moda
Varias publicaciones de medios consideran a Chalamet como uno de los actores más talentosos de su generación. Refiriéndose a su actuación en Beautiful Boy, Kenneth Turan de Los Angeles Times escribió que «podría ser el actor masculino de su generación».  En 2018, apareció en la lista 30 Under 30 Hollywood & Entertainment de Forbes. La plataforma TC Candler lo nombró el "Hombre más guapo de 2023".
Chalamet ha sido descrito por los medios de comunicación como un símbolo sexual y un ícono de la moda, con su cabello, mandíbula y aspecto andrógino destacados como sus marcas registradas. Vogue lo nombró el hombre más influyente en la moda en 2019 y lo acredita por continuar «manejando el límite entre la masculinidad tradicional y la feminidad» escribiendo «esas elecciones de moda son aún más impresionantes considerando que Chalamet se diseña a sí mismo». En 2020, GQ lo clasificó como el hombre mejor vestido del mundo. Chalamet se desempeñó como uno de los copresidentes de la Met Gala 2021 junto con la cantante Billie Eilish, la tenista profesional Naomi Osaka y la poeta Amanda Gorman. El evento fue parte de la exhibición In America: A Lexicon of Fashion del Costume Institute. En septiembre de 2021, Chalamet se convirtió en embajador de la marca Cartier. En diciembre de 2021, Chalamet, junto con su colaborador cercano Haider Ackermann, diseñó una sudadera con capucha y el 100% de las ganancias se destinó a la organización francesa Afganistán Libre, que se centra en la preservación de los derechos de las mujeres en Afganistán.

## Filmografía

### Cine
| Año  | Título                  | Rol                            |
| ---- | ----------------------- | ------------------------------ |
| 2014 | Men, Women & Children   | Danny Vance                    |
| 2014 | Interstellar            | Joven Tom Cooper               |
| 2014 | Worst Friends           | Joven Sam                      |
| 2015 | One & Two               | Zac                            |
| 2015 | The Adderall Diaries    | Stephen Elliott de adolescente |
| 2015 | Love the Coopers        | Charlie Cooper                 |
| 2016 | Miss Stevens            | Billy Mitman                   |
| 2017 | Call Me by Your Name    | Elio Perlman                   |
| 2017 | Hot Summer Nights       | Daniel Middleton               |
| 2017 | Lady Bird               | Kyle Scheible                  |
| 2017 | Hostiles                | Philippe DeJardin              |
| 2018 | Beautiful Boy           | Nic Sheff                      |
| 2019 | A Rainy Day in New York | Gatsby Welles                  |
| 2019 | El rey                  | Enrique V de Inglaterra        |
| 2019 | Mujercitas              | Theodore «Laurie» Laurence     |
| 2021 | The French Dispatch     | Zeffirelli B.                  |
| 2021 | Dune                    | Paul Atreides                  |
| 2021 | Don't Look Up           | Yule                           |
| 2022 | Bones and All           | Lee                            |
| 2023 | Wonka                   | Willy Wonka (joven)            |
| 2024 | Dune: Part Two          | Paul Atreides                  |
| 2024 | A Complete Unknown      | Bob Dylan                      |
| TBA  | Marty Supreme           | Marty                          |

#### Cortometrajes
- Sweet Tooth (2008)
- Clown (2008)
- Spinners (2014)

### Televisión
| Año       | Título              | Rol                          | Notas                          |
| --------- | ------------------- | ---------------------------- | ------------------------------ |
| 2009      | Law & Order         | Eric Foley                   | Episodio: "Pledge"             |
| 2009      | Loving Leah         | Joven Jake Lever             | Película para televisión       |
| 2012      | Royal Pains         | Luke                         | 4 episodios                    |
| 2012      | Homeland            | Finn Walden                  | 8 episodios                    |
| 2013      | Trooper             | Lee Flaxton                  | Película para televisión       |
| 2020      | We Are Who We Are   | Transeúnte                   | Extra, sin acreditar           |
| 2020–2023 | Saturday Night Live | Él mismo (anfitrión y cameo) | 3 episodios                    |
| 2022      | Entergalactic       | Jimmy (papel de voz)         | Especial de televisión animado |

### Teatro
| Año  | Título       | Rol             | Teatro                      |
| ---- | ------------ | --------------- | --------------------------- |
| 2011 | The Talls    | Nicholas Clarke | Teatro McGinn / Cazale      |
| 2016 | Prodigal Son | Jim Quinn       | Club de Teatro de Manhattan |

### Comerciales
| Año  | Título                       | Rol                | Notas                       |
| ---- | ---------------------------- | ------------------ | --------------------------- |
| 2021 | "Cadillac: ScissorHandsFree" | Edgar Scissorhands | Comercial del Super Bowl LV |

## Premios y nominaciones
| Óscar                   | Óscar                                | Óscar                                | Óscar     | Óscar           |
| Año                     | Categoría                            | Trabajo nominado                     | Resultado | Ref.            |
| ----------------------- | ------------------------------------ | ------------------------------------ | --------- | --------------- |
| 2018                    | Mejor actor                          | Call Me by Your Name                 | Nominado  | [ 159 ]         |
| 2025                    | Mejor actor                          | A Complete Unknown                   | Nominado  | [ 160 ]         |
| Globos de Oro           |                                      |                                      |           |                 |
| Año                     | Categoría                            | Trabajo nominado                     | Resultado | Ref.            |
| 2017                    | Mejor actor - Drama                  | Call Me by Your Name                 | Nominado  | [ 161 ]         |
| 2018                    | Mejor actor de reparto               | Beautiful Boy                        | Nominado  | [ 162 ]         |
| 2024                    | Mejor actor - Comedia o musical      | Wonka                                | Nominado  | [ 162 ]         |
| 2025                    | Mejor actor - Drama                  | A Complete Unknown                   | Nominado  | [ 162 ]         |
| BAFTA                   |                                      |                                      |           |                 |
| Año                     | Categoría                            | Trabajo nominado                     | Resultado | Ref.            |
| 2017                    | Mejor actor                          | Call Me by Your Name                 | Nominado  | [ 163 ]         |
| 2017                    | Premio BAFTA a la estrella emergente | Premio BAFTA a la estrella emergente | Nominado  | [ 163 ]         |
| 2018                    | Mejor actor de reparto               | Beautiful Boy                        | Nominado  | [ 164 ]         |
| Sindicato de Actores    |                                      |                                      |           |                 |
| Año                     | Categoría                            | Trabajo nominado                     | Resultado | Ref.            |
| 2013                    | Mejor reparto - Serie dramática      | Homeland                             | Nominado  | [ 165 ]         |
| 2017                    | Mejor actor                          | Call Me by Your Name                 | Nominado  | [ 166 ]         |
| 2017                    | Mejor reparto                        | Lady Bird                            | Nominado  | [ 166 ]         |
| 2018                    | Mejor actor de reparto               | Beautiful Boy                        | Nominado  | [ 167 ] [ 168 ] |
| 2025                    | Mejor actor en un papel principal    | A Complete Unknown                   | Ganador   | [ 167 ] [ 168 ] |
| Crítica Cinematográfica |                                      |                                      |           | [ 167 ] [ 168 ] |
| Año                     | Categoría                            | Trabajo nominado                     | Resultado | Ref.            |
| 2017                    | Mejor actor                          | Call Me by Your Name                 | Nominado  | [ 169 ]         |
| 2018                    | Mejor actor de reparto               | Beautiful Boy                        | Nominado  | [ 170 ]         |
| Independent Spirit      |                                      |                                      |           |                 |
| Año                     | Categoría                            | Trabajo nominado                     | Resultado | Ref.            |
| 2017                    | Mejor actor                          | Call Me by Your Name                 | Ganador   | [ 171 ]         |
| Satellite               |                                      |                                      |           |                 |
| Año                     | Categoría                            | Trabajo nominado                     | Resultado | Ref.            |
| 2018                    | Mejor actor de reparto               | Beautiful Boy                        | Nominado  | [ 172 ]         |